# Challenge Barcelona-Maresme
Challenge Barcelona-Maresme (auch Challenge Costa de Barcelona-Maresme) war der Name zweier Triathlon-Veranstaltungen in Spanien, welche zwischen 2009 und 2013 ausgetragen wurden.

## Organisation
Es wurden hier Rennen über die Halbdistanz (1,9 km Schwimmen, 90 km Radfahren und 21 km Laufen) und die Langdistanz (3,86 km Schwimmen, 180 km Radfahren und 42,195 km Laufen). Diese fanden in der Stadt Calella in der Region Costa del Maresme östlich von Barcelona statt und waren Teil der Challenge-Triathlon-Weltserie. Im Mai 2013 wurde auf der Halbdistanz die Europameisterschaft der Europäischen Triathlon-Union (ETU) ausgetragen.
2014 wurden der Veranstalter der beiden Rennen, Triatlon Spain SL, von der World Triathlon Corporation (WTC), einem damaligen Tochterunternehmen der Providence Equity Partners, aufgekauft. Seither werden die Veranstaltungen unter den Namen Ironman Barcelona und Ironman 70.3 Barcelona ausgetragen.

## Streckenverlauf

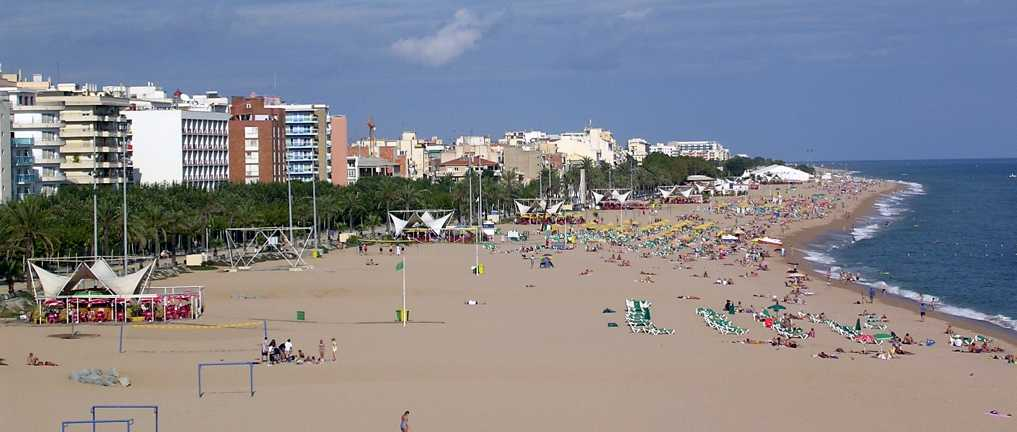
Strand von Calella, Austragungsort des Schwimmens

Die Schwimmstrecke befand sich bei beiden Distanzen im Mittelmeer mit Start und Ziel in Calella.
Die Radstrecke verlief von Calella aus nach Westen entlang der Mittelmeerküste. Die Strecke der Halbdistanz führte als Wendepunktstrecke bis Mataró und es wurden zwei Runden gefahren. Die Langdistanz folgte ebenfalls der Küste bis El Masnou am östlichen Stadtrand Barcelonas. Auch auf dieser Wendepunktstrecke wurden zwei Runden gefahren und es schloss sich eine dritte Runde an, auf welcher in Mataro gewendet wurde. Durch den direkten Verlauf am Meer war die Strecke ungewöhnlich flach. Deren Höhenunterschied betrug maximal 20 Meter.
Die Laufstrecke war eine Wendepunktstrecke über 10,5 km, die vom Start in Calella der Küste entlang nach Osten bis Santa Susanna und wieder zurück nach Calella führte. Auf der Halbdistanz wurde diese Strecke zweimal absolviert und auf der Langdistanz war sie viermal zu bewältigen.

## Ergebnisse

### Langdistanz
| Datum/Jahr    | Männer                   | Männer        | Männer            | Frauen            | Frauen         | Frauen          |
| Datum/Jahr    | Erster Platz             | Zweiter Platz | Dritter Platz     | Erster Platz      | Zweiter Platz  | Dritter Platz   |
| ------------- | ------------------------ | ------------- | ----------------- | ----------------- | -------------- | --------------- |
| 6. Okt. 2013  | Sérgio Marques           | Tom Lowe      | Konstantin Bachor | Eva Wutti         | Lucie Reed     | Tiina Boman     |
| 30. Sep. 2012 | Bas Diederen             | Georg Swoboda | Per Bittner       | Lucy Gossage      | Mirjam Weerd   | Daniela Sämmler |
| 2. Okt. 2011  | Clemente Alonso McKernan | Per Bittner   | Dejan Patrčević   | Michelle Mitchell | Erika Csomor   | Lucy Gossage    |
| 3. Okt. 2010  | Jimmy Johnsen            | Horst Reichel | Georg Potrebitsch | Lucie Zelenková   | Wenke Kujala   | Kristin Lie     |
| 4. Okt. 2009  | Marcel Zamora Pérez      | Mika Luoto    | Bernd Eichhorn    | Sofie Goos        | Katja Konschak | Hillary Biscay  |

### Halbdistanz (Half-Challenge)
| Datum/Jahr   | Männer                      | Männer           | Männer                 | Frauen               | Frauen           | Frauen             |
| Datum/Jahr   | Erster Platz                | Zweiter Platz    | Dritter Platz          | Erster Platz         | Zweiter Platz    | Dritter Platz      |
| ------------ | --------------------------- | ---------------- | ---------------------- | -------------------- | ---------------- | ------------------ |
| 19. Mai 2013 | Francisco Javier Gómez Noya | Martin Jensen    | Jens Toft              | Camilla Pedersen -2- | Eimear Mullan    | Maria Czesnik      |
| 27. Mai 2012 | Per Bittner                 | Stanislav Krylov | Raul Amatriain Arraiza | Camilla Pedersen     | Lucy Gossage     | Tiina Boman        |
| 29. Mai 2011 | Sylvain Sudrie -2-          | Hervé Faure      | Martin Jensen          | Eva Ledesma          | Lou Collins      | Delphine Pelletier |
| 16. Mai 2010 | Sylvain Sudrie              | François Chabaud | Jarmo Harst            | Tiina Boman          | Sofie Goos       | Monika Lehmann     |
| 24. Mai 2009 | Clemente Alonso McKernan    | Timo Bracht      | Paul Ambrose           | Virginia Berasategui | Katja Schumacher | Yvonne van Vlerken |